# 가스 피셔
가스 피셔(Garth Fisher, 1958년 9월 1일 ~ )는 미국의 성형외과 의사 겸 과학평론가이며 의학박사 및 의과대학 교수이다.

## 주요 경력

### 이력
미국 미시시피 주 잭슨에서 출생하였고 지난날 한때 미국 캘리포니아 주 비벌리 힐스에서 잠시 유아기를 보낸 적이 있으며 미국 캘리포니아 주 로스 앤젤레스에서 잠시 유년기를 보낸 적이 있는 그는 성형외과 의사와 의과대학 겸임교수로 활약하였고 정치 분야에도 잠시 입접을 하였었으며 1994년에는 과학평론가로도 등단하였다.

### 학력
- 미국 미시시피 주립대학교 의과대학 의학사
- 미국 캘리포니아 주립대학교 의과대학원 의학석사·의학박사